# 阿蘇阿蘇尼火山
18°13′S 68°31′W / 18.217°S 68.517°W
阿蘇阿蘇尼火山（Asu Asuni），是玻利維亞的火山，位於奧魯羅省，處於薩哈馬火山東南面3公里，屬於安第斯山脈中玻利維亞西部山脈的一部分，海拔高度4,968米。